# Widelnica dwukropka
Widelnica dwukropka (Perla bipunctata) – gatunek widelnicy z rodziny widelnicowatych.

## Taksonomia
Gatunek ten został opisany w 1833 roku przez François Jules Picteta de la Rive.

## Opis
Widelnica ta osiąga od 18 do 30 mm długości ciała. Od zbliżonej wyglądem widelnicy ciemnogłowej odróżnia się jasnym trójkątem między oczami i jasnym spodem głowy. Imagines bardzo licznie spotykane w pobliżu górskich potoków i rzek w okresie od maja do lipca.

## Rozprzestrzenienie
W Europie gatunek ten został wykazany z Austrii, Belgii, Bośni i Hercegowiny, Czech, Danii, Francji, Hiszpanii, Holandii, Irlandii, Luksemburgu, Polski, Rumunii, Słowacji, Szwajcarii, Ukrainy, Węgier, Wielkiej Brytanii i Włoch.